# 平津战役前线司令部旧址
平津战役前线司令部旧址是平津战役时期中国人民解放军东北野战军总部指挥中心的旧址。位于天津市蓟州区礼明庄乡孟家楼村。该建筑目前为全国重点文物保护单位和重点保护等级历史风貌建筑。

## 历史
平津战役前线司令部旧址原为蓟县孟家楼一户农宅。1948年12月，中国人民解放军东北野战军总部进驻孟家楼该旧址。

## 建筑
平津战役前线司令部旧址为砖木结构平房，设有东西厢房和穿堂式正房。其中，东西厢房供作战、机要和警卫人员居住；东厢房为林彪居住；西厢房为作战室。

## 内部链接
- 平津战役天津前线指挥部遗址